# Irina Taranenko
Irina Leonidivna Taranenko-Terelia –en ucraniano, Ірина Леонідівна Тараненко-Тереля– (Dergachi, URSS, 31 de marzo de 1966) es una deportista ucraniana que compitió en esquí de fondo.
Ganó una medalla de bronce en el Campeonato Mundial de Esquí Nórdico de 1999, en la prueba de 7,5 km + 7,5 km persecución. Participó en tres Juegos Olímpicos de Invierno, entre los años 1994 y 2002, ocupando el cuarto lugar en Nagano 1998, en las pruebas de 15 km y 7,5 km + 7,5 km persecución.

## Palmarés internacional
| Campeonato Mundial | Campeonato Mundial | Campeonato Mundial | Campeonato Mundial        |
| Año                | Lugar              | Medalla            | Prueba                    |
| ------------------ | ------------------ | ------------------ | ------------------------- |
| 1999               | Ramsau (Austria)   | Medalla de bronce  | 7,5 km+7,5 km persecución |